# Gäddtjärnen (Älvdalens socken, Dalarna, 679169-138866)
Gäddtjärnen är en sjö i Älvdalens kommun i Dalarna och ingår i Dalälvens huvudavrinningsområde.